# Tyler Palmer
Tyler Reuben Palmer (ur. 22 czerwca 1950 w Kearsarge) – amerykański narciarz alpejski. Nie startował na żadnych  mistrzostwach świata. Wziął udział w slalomie na igrzyskach w Sapporo, gdzie zajął 9. miejsce. Najlepsze wyniki w Pucharze Świata osiągnął w sezonie 1970/1971, kiedy to zajął 10. miejsce w klasyfikacji generalnej, a w klasyfikacji slalomu był trzeci.
Jego brat Terry Palmer również uprawiał narciarstwo alpejskie.

## Sukcesy

### Puchar Świata

#### Miejsca w klasyfikacji generalnej
- 1969/1970 – 55.
- 1970/1971 – 10.
- 1971/1972 – 27.

#### Miejsca na podium
1. Sankt Moritz – 17 stycznia 1971 (slalom) – 1. miejsce
2. Mürren – 7 lutego 1971 (slalom) – 2. miejsce
3. Heavenly Valley – 25 lutego 1971 (slalom) – 3. miejsce
4. Sestriere – 19 grudnia 1971 (slalom) – 1. miejsce